# Dysderina obtina
Dysderina obtina là một loài nhện trong họ Oonopidae.
Loài này thuộc chi Dysderina. Dysderina obtina được Arthur M. Chickering miêu tả năm 1968.